# Alexis Mbongo Tekumu
Alexis Mbongo Tekumu (ur. 20 lipca 1982) – piłkarz z Demokratycznej Republiki Konga grający na pozycji pomocnika. W swojej karierze 7 razy wystąpił w reprezentacji Demokratycznej Republiki Konga.

## Kariera klubowa
W swojej karierze piłkarskiej Tekumu grał między innymi w szwajcarskich Servette FC i CS Chênois, a także w maltańskim Hibernians FC.

## Kariera reprezentacyjna
W reprezentacji Demokratycznej Republiki Konga Tekumu zadebiutował w 2000 roku. W 2002 roku został powołany do kadry na Puchar Narodów Afryki 2002. Jego dorobek na tym turnieju to 4 spotkania: z Kamerunem (0:1), z Togo (0:0) i z Wybrzeżem Kości Słoniowej (3:1) i ćwierćfinale z Senegalem (0:2), w którym otrzymał czerwoną kartkę. W kadrze narodowej grał do 2002 roku i rozegrał w niej 7 meczów.